# Branstree
Der Branstree ist ein 713 m hoher Berg im Lake District, Cumbria, England. Der Branstree liegt am südwestlichen Ende des Mardale Tals und überblickt so das Haweswater Reservoir.

## Topographie
Das westliche Ende des Mardale Tals wird von einer Kette von Bergen umrahmt. Im Norden beginnt diese Kette mit dem High Raise dann folgen der High Street und der Harter Fell im Westen und schließlich Branstree und Selside Pike im Süden.
Der Gipfel des Branstree ist flach und grasbewachsen. Auf der Ordnance Survey Karte gibt es östlich des als Branstree benannten Gipfels einen zweiten unbenannten Gipfel, der gelegentlich als High Howes bezeichnet wird, den Alfred Wainwright aber dem Branstree zurechnete.
Südwestlich des Branstree liegt der Harter Fell. Zwischen den beiden Bergen liegt der Gatescarth Pass, der eine traditionelle Fußgängerverbindung zwischen dem Longsleddale Tal dem Mardale Tal ist und heute noch als Aufstieg auf Harter Fell und Branstree von Wanderern genutzt wird.
Am südlichen Hang des Branstree am westlichen Ende des Mosedale Tals liegt die Mosedale Cottage eine Schäferhütte, die als Orientierung in schlechtem Wetter dienen kann.

## Der Gipfel
Der Gipfel des Branstree ist flach und bietet mit nur 137 m Schartenhöhe nur schlechte Voraussetzungen für einen guten Rundblick. Im Osten lassen sich jedoch die Pennines erkennen. Ein kleiner Cairn liegt an der Nordseite des Gipfels.

## Aufstieg
Der Aufstieg auf den Branstree kann aus den umliegenden Tälern erfolgen. Der Gatescarth Pass bietet die Möglichkeit vom Ende der Straßen im Mardale Tal und im Longsleddale Tal auf den Berg zu steigen. Ein Aufstieg, der nahe der Mosedale Cottage beginnt ist ebenso möglich, so wie einer über Mardale Common an der Old Corpse Road vom Rand des Haweswater Reservoirs. 